# La Révolution
Pour l’article homonyme, voir La Révolution (série télévisée).
La Révolution est un roman de Robert Margerit publié en 1963 aux éditions Gallimard et ayant reçu le Grand prix du roman de l'Académie française la même année. Il s'agit d'une fresque romanesque retraçant les évènements de la Révolution française en quatre tomes : L'Amour et le Temps, Les Autels de la peur, Un vent d'acier (1963), et Les Hommes perdus (1968).

## Éditions
- La Révolution, coll. « Blanche », éditions Gallimard, 1963
- Éditions Phébus, coll. « Domaine français », 1989